# Doanh thu phòng vé của Dáng hình thanh âm
Dưới đây là danh sách liệt kê chi tiết doanh thu phòng vé của Dáng hình thanh âm, một bộ phim điện ảnh hoạt hình Nhật Bản năm 2016 do xưởng phim Kyōto Animation sản xuất và Yamada Naoko làm đạo diễn. Các đề mục trong bài sẽ được chia theo từng khu vực.

## Nội địa
Bộ phim đứng thứ hai về doanh thu phòng vé cuối tuần tại Nhật Bản (sau Your Name – Tên cậu là gì? của Shinkai Makoto) và sau hai ngày công chiếu đầu tiên (bắt đầu từ ngày 17 tháng 9) ở 120 rạp giới hạn toàn quốc thì bộ phim đạt doanh thu tổng cộng là 283 triệu JP¥ từ 200.000 lượt vé xem phim. Sau ba ngày công chiếu bao gồm cả ngày nghỉ, phim thu về 410 triệu JP¥ với khoảng 300.000 lượt vé bán ra. Trong khảo sát mức độ hài lòng các phim chiếu rạp trong buổi ra mắt của Pia, Dáng hình thanh âm xếp hạng nhất theo bình chọn từ khán giả. Mặc dù nhiều bộ phim khác có số lượng rạp chiếu phim công chiếu nhiều hơn gấp đôi, Dáng hình thanh âm vẫn xếp hạng ba về số lượt người xem vào ngày 24-25 tháng 9 năm 2016. Phim đạt doanh thu 893 triệu JP¥ và hơn 670.000 lượt xem sau 9 ngày công chiếu (ngày 26 tháng 9), đạt tổng cộng 1 tỷ JP¥ doanh thu và khoảng 770.000 lượt xem sau 12 ngày công chiếu (ngày 28 tháng 9). Phim xếp hạng ba về số lượt xem vào ngày 1 và ngày 2 tháng 10 trong tuần công chiếu thứ ba, giữ hạng ba doanh thu trong suốt ba tuần công chiếu liên tiếp. Số lượt xem tính đến ngày 3 tháng 10 chạm mốc một triệu người sau 17 ngày công chiếu, ghi nhận bom tấn bất ngờ chưa từng thấy chỉ với 120 rạp chiếu phim. Bộ phim xếp hạng bốn vào ngày 8-9 tháng 10 về số lượng lượt xem sau bốn tuần công chiếu, tiếp túc sức hút ở mức cao với 1,11 triệu JP¥ mỗi rạp chiếu, doanh thu tích lũy vượt quá 1,5 tỷ JP¥. Tính đến ngày 30 tháng 10, bộ phim đạt 2 tỷ JP¥ doanh thu và hơn 1,53 triệu vé bán ra sau 44 ngày công chiếu. Dáng hình thanh âm xếp hạng mười về số lượng lượt xem sau bảy tuần công chiếu liên tiếp. Rạp chiếu phim tại các vùng địa phương liên tục mở rộng công chiếu, nâng tổng số rạp chiếu phim công chiếu tính đến tháng 1 năm 2017 vượt quá 210 rạp. Đến ngày 30 tháng 11 năm 2016, bộ phim thu về hơn 2,2 tỷ JP¥ từ 1,7 triệu vé. Ngày 31 tháng 12, chương trình "công chiếu âm thanh thượng hạng" với cam kết mạnh mẽ về âm thanh được thực hiện tại cụm rạp Cinema City ở thành phố Tachikawa thuộc ngoại ô Tokyo. Trong buổi công chiếu này, đạo diễn âm thanh Yota Tsuruoka và nhà soạn nhạc Ushio Kensuke cùng với đạo diễn phim Yamada Naoko đã trực tiếp điều chỉnh và giám sát âm thanh. Bộ phim xếp thứ 16 trên bảng xếp hạng Nikkei Hit Ranking năm 2016 theo khu vực phía Đông. Đây là bộ phim có doanh thu cao thứ 19 tại Nhật Bản vào năm 2016, đồng thời cũng là bộ phim điện ảnh Nhật Bản có doanh thu cao thứ 10 tại Nhật với 2,3 tỷ JP¥ năm 2016 (cùng doanh thu với Quyển sổ tử thần: Khai sáng thế giới mới). Mục tiêu ban đầu của hãng phân phối phim Shochiku với Dáng hình thanh âm là doanh thu 1 tỷ JP¥, nhưng phim đã vượt xa con số đó và trở thành bộ phim có doanh thu cao nhất của hãng phân phối phim Shochiku trong năm 2016.

## Quốc tế

### Đông Á

#### Hàn Quốc
| Doanh thu phòng vé tại thị trường Hàn Quốc (US$) | Doanh thu phòng vé tại thị trường Hàn Quốc (US$) | Doanh thu phòng vé tại thị trường Hàn Quốc (US$) | Doanh thu phòng vé tại thị trường Hàn Quốc (US$) | Doanh thu phòng vé tại thị trường Hàn Quốc (US$) | Doanh thu phòng vé tại thị trường Hàn Quốc (US$) | Doanh thu phòng vé tại thị trường Hàn Quốc (US$) | Doanh thu phòng vé tại thị trường Hàn Quốc (US$) | Doanh thu phòng vé tại thị trường Hàn Quốc (US$) | Doanh thu phòng vé tại thị trường Hàn Quốc (US$) |
| Tuần | Xếp hạng                                         | Phòng vé                                         | Cuối tuần                                        | Cuối tuần                                        | Cuối tuần                                        | Tuần công chiếu                                  | Tuần công chiếu                                  | Doanh thu tổng cộng                              | Nguồn                                            |
| Tuần | Xếp hạng                                         | Phòng vé                                         | 3 ngày cuối tuần                                 | Doanh thu                                        | Tỉ lệ tăng trưởng                                | Doanh thu                                        | Tỉ lệ tăng trưởng                                | Doanh thu tổng cộng                              | Nguồn                                            |
| --- | ------------------------------------------------ | ------------------------------------------------ | ------------------------------------------------ | ------------------------------------------------ | ------------------------------------------------ | ------------------------------------------------ | ------------------------------------------------ | ------------------------------------------------ | ------------------------------------------------ |
| 0 | 20                                               | 10                                               | 28 tháng 4 - 30 tháng 4 năm 2017                 | 20.000                                           | -                                                | 30.000                                           | -                                                | 30.000                                           | [ 25 ]                                           |
| 1 | 14                                               | 34                                               | 5 tháng 5 - 7 tháng 5 năm 2017                   | 40.000                                           | -                                                | 50.000                                           | -                                                | 70.000                                           | [ 25 ]                                           |
| 2 | 6                                                | 466                                              | 12 tháng 5 - 14 tháng 5 năm 2017                 | 680.000                                          | 1.483,3%                                         | 1.360.000                                        | 2.926,3%                                         | 1.430.000                                        | [ 25 ]                                           |
| 3 | 8                                                | 221                                              | 19 tháng 5 - 21 tháng 5 năm 2017                 | 210.000                                          | -67,8%                                           | 390.000                                          | -71,1%                                           | 1.820.000                                        | [ 25 ]                                           |
| 4 | 12                                               | 73                                               | 26 tháng 5 - 28 tháng 5 năm 2017                 | 50.000                                           | -76,2%                                           | 80.000                                           | -78,3%                                           | 1.900.000                                        | [ 25 ]                                           |
| 5 | 19                                               | 15                                               | 2 tháng 6 - 4 tháng 6 năm 2017                   | 7.000                                            | -86,0%                                           | 30.000                                           | -61,4%                                           | 1.930.000                                        | [ 25 ]                                           |
| "A Silent Voice [Dáng hình thanh âm]" là một trong bảy từ khóa phổ biến nhất trên Google Hàn Quốc, các từ khóa còn lại đều liên quan đến cuộc bầu cử chính trị năm 2017 tại Hàn Quốc. Cổng thông tin điện tử Naver tại Hàn Quốc cho biết câu hỏi tìm kiếm thông tin phát hành bộ phim tăng lên mỗi ngày. Ngày 15 tháng 3 năm 2017, Naver đưa ra chỉ số phát hành của Dáng hình thanh âm được cư dân mạng Hàn Quốc mong chờ với 3.526 lượt phiếu bầu, nhiều hơn Cuộc di tản Dunkirk (1.761 phiếu) và Wonder Woman: Nữ thần chiến binh (1.277 phiếu) cùng Okja (2.497 phiếu). Dáng hình thanh âm đã khuyến khích nhiều người trưởng thành đi xem, và hình thành nên xu hướng về thể loại hoạt hình dành cho người lớn tại Hàn Quốc. Sau ba ngày với các xuất chiếu sớm giới hạn tại 10 rạp chiếu ở Hàn Quốc từ ngày 28 tháng 4 năm 2017 đến ngày 7 tháng 5 năm 2017 tại 34 rạp chiếu thì doanh thu phòng vé bộ phim đạt tổng cộng 70.344 US$, đồng thời xếp vị trí thứ mười bốn trên bảng xếp hạng. Bộ phim chính thức khởi chiếu vào ngày 9 tháng 5 năm 2017 tại Hàn Quốc, với 466 rạp chiếu thì bộ phim nhanh chóng vọt lên vị trí thứ sáu trên bảng xếp hạng của quốc gia này; xuống hạng thứ 8 vào tuần tiếp theo và hạng 12 trong tuần thứ ba, xếp hạng 18 sau tuần thứ bốn công chiếu. Số liệu thống kê từ Hội đồng Điện ảnh Hàn Quốc cho biết Dáng hình thanh âm đã thu hút 74.057 lượt xem vào ngày đầu tiên chính thức ra rạp và chiếm 54,3% tổng tỷ suất lượt xem; sau đó chạm mốc 108.016 lượt xem vào ngày 12 tháng 5 năm 2017. Tại cụm rạp CGV Hàn Quốc ngày 10 tháng 5 năm 2017, chỉ số đo mức độ hài lòng của người xem dành cho Dáng hình thanh âm đạt 95%, cao hơn hai bộ phim phát đang hành khác là Nhóc trùm (94%) và Quái vật không gian (88%). Sau tuần công chiếu chính thức đầu tiên ngày 14 tháng 5 năm 2017, bộ phim chạm mốc 202.384 lượt xem với doanh thu đạt tỷ lệ 28,2% vào cùng ngày. Dù đã bước sang tuần phát hành thứ ba, phim vẫn tiếp tục được khán giả Hàn Quốc tìm kiếm và chiếm đến 31% tổng tỷ suất lượt xem. Doanh thu phòng vé của phim thu về tổng cộng 1.930.879 US$. Dáng hình thanh âm xếp vị trí thứ hai trong danh sách những phim hoạt hình Nhật Bản có doanh thu phòng vé tốt nhất thuộc nửa đầu năm 2017 tại Hàn Quốc với tổng số 275.842 lượt xem. Theo thống kê cuối cùng tại Hàn Quốc, phim nhận được 276.413 lượt xem. |                                                  |                                                  |                                                  |                                                  |                                                  |                                                  |                                                  |                                                  |                                                  |

#### Đài Loan
| Doanh thu phòng vé tại thị trường Đài Loan (NT$) | Doanh thu phòng vé tại thị trường Đài Loan (NT$) | Doanh thu phòng vé tại thị trường Đài Loan (NT$) | Doanh thu phòng vé tại thị trường Đài Loan (NT$) | Doanh thu phòng vé tại thị trường Đài Loan (NT$) | Doanh thu phòng vé tại thị trường Đài Loan (NT$) | Doanh thu phòng vé tại thị trường Đài Loan (NT$) | Doanh thu phòng vé tại thị trường Đài Loan (NT$) | Doanh thu phòng vé tại thị trường Đài Loan (NT$) | Doanh thu phòng vé tại thị trường Đài Loan (NT$) |
| Tuần | Xếp hạng                                         | Lượt xem                                         | Đài Bắc                                          | Đài Bắc                                          | Đài Bắc                                          | Đài Bắc                                          | Đài Bắc                                          | Đài Loan                                         | Nguồn                                            |
| Tuần | Xếp hạng                                         | Lượt xem                                         | Cuối tuần                                        | Cuối tuần                                        | Cuối tuần                                        | Tuần công chiếu                                  | Tuần công chiếu                                  | Doanh thu tổng cộng                              | Nguồn                                            |
| Tuần | Xếp hạng                                         | Lượt xem                                         | 3 ngày cuối tuần                                 | Doanh thu                                        | Tỉ lệ tăng trưởng                                | Doanh thu                                        | Tỉ lệ tăng trưởng                                | Doanh thu tổng cộng                              | Nguồn                                            |
| --- | ------------------------------------------------ | ------------------------------------------------ | ------------------------------------------------ | ------------------------------------------------ | ------------------------------------------------ | ------------------------------------------------ | ------------------------------------------------ | ------------------------------------------------ | ------------------------------------------------ |
| 1 | 2                                                | 290.000                                          | 24 tháng 3 - 26 tháng 3 năm 2017                 | 5.940.000                                        | -                                                | 5.940.000                                        | -                                                | 20.000.000                                       | [ 25 ]                                           |
| 2 | 4                                                | 290.000                                          | 31 tháng 3 - 2 tháng 4 năm 2017                  | 4.660.000                                        | -21,5%                                           | 7.490.000                                        | 26,1%                                            | -                                                | [ 25 ]                                           |
| 3 | 6                                                | 290.000                                          | 7 tháng 4 - 9 tháng 4 năm 2017                   | 2.750.000                                        | -41,0%                                           | 7.670.000                                        | 2,4%                                             | 60.000.000                                       | [ 25 ]                                           |
| 4 | 7                                                | 290.000                                          | 14 tháng 4 - 16 tháng 4 năm 2017                 | 1.030.000                                        | -62,5%                                           | 1.800.000                                        | -76,5%                                           | 65.000.000                                       | [ 25 ]                                           |
| 5 | 9                                                | 290.000                                          | 21 tháng 4 - 23 tháng 4 năm 2017                 | 560.000                                          | -45,6%                                           | 980.000                                          | -45,6%                                           | -                                                | [ 25 ]                                           |
| 6 | 18                                               | 290.000                                          | 28 tháng 4 - 30 tháng 5 năm 2017                 | 160.000                                          | -71,4%                                           | 320.000                                          | -67,3%                                           | -                                                | [ 25 ]                                           |
| 7 | 11                                               | 290.000                                          | 5 tháng 5 - 7 tháng 5 năm 2017                   | 330.000                                          | 106,3%                                           | 450.000                                          | 40,6%                                            | -                                                | [ 25 ]                                           |
| 8 | 13                                               | 290.000                                          | 12 tháng 5 - 14 tháng 5 năm 2017                 | 330.000                                          | -22,2%                                           | 350.000                                          | -22,2%                                           | 69.000.000                                       | [ 25 ]                                           |
| Dáng hình thanh âm công chiếu tại Đài Loan từ ngày 24 tháng 3 năm 2017 với 70 rạp, sau ba ngày công chiếu đầu tiên thu về 20 triệu NT$, riêng tại Đài Bắc đã thu về 6 triệu NT$ cùng thời điểm và trở thành tân vương phòng vé tại Đài Loan. Sau ba tuần phát hành, doanh thu phòng vé của Dáng hình thanh âm tại Đài Bắc đạt 21,1 triệu NT$ và trên toàn Đài Loan chạm mốc 60 triệu NT$; xếp hạng 5 về doanh thu các bộ phim hoạt hình Nhật Bản cao nhất mọi thời đại tại Đài Loan, chỉ đứng sau Your Name – Tên cậu là gì? (250 triệu NT$), Lâu đài bay của pháp sư Howl (95,45 triệu NT$), Sen và Chihiro ở thế giới thần bí (74,54 triệu NT$) và Kaze Tachinu (67,28 triệu NT$). Ngày 14 tháng 5 năm 2017, Dáng hình thanh âm chính thức chạm mốc 69 triệu NT$, xếp vị trí thứ 4 trong danh sách các bộ phim hoạt hình Nhật Bản có doanh thu phòng vé cao nhất mọi thời đại tại Đài Loan; đồng thời cũng là bộ phim hoạt hình Nhật Bản phổ biến nhất năm 2017 tại Đài Loan. |                                                  |                                                  |                                                  |                                                  |                                                  |                                                  |                                                  |                                                  |                                                  |

#### Hồng Kông
Bộ phim được công chiếu sớm giới hạn tại Hồng Kông từ ngày 25 tháng 3 năm 2017, sau đó chính thức công chiếu toàn Hồng Kông từ ngày 6 tháng 4 năm 2017.
| Doanh thu phòng vé tại thị trường Hồng Kông (HK$) | Doanh thu phòng vé tại thị trường Hồng Kông (HK$) | Doanh thu phòng vé tại thị trường Hồng Kông (HK$) | Doanh thu phòng vé tại thị trường Hồng Kông (HK$) | Doanh thu phòng vé tại thị trường Hồng Kông (HK$) | Doanh thu phòng vé tại thị trường Hồng Kông (HK$) | Doanh thu phòng vé tại thị trường Hồng Kông (HK$) | Doanh thu phòng vé tại thị trường Hồng Kông (HK$) | Doanh thu phòng vé tại thị trường Hồng Kông (HK$) |
| Tuần                                              | Xếp hạng                                          | Cuối tuần                                         | Cuối tuần                                         | Cuối tuần                                         | Tuần công chiếu                                   | Tuần công chiếu                                   | Doanh thu tổng cộng                               | Nguồn                                             |
| Tuần                                              | Xếp hạng                                          | 3 ngày cuối tuần                                  | Doanh thu theo ngày                               | Tỉ lệ tăng trưởng                                 | Doanh thu theo tuần                               | Tỉ lệ tăng trưởng                                 | Doanh thu tổng cộng                               | Nguồn                                             |
| ------------------------------------------------- | ------------------------------------------------- | ------------------------------------------------- | ------------------------------------------------- | ------------------------------------------------- | ------------------------------------------------- | ------------------------------------------------- | ------------------------------------------------- | ------------------------------------------------- |
| 1                                                 | 8                                                 | 6 tháng 4 - 9 tháng 4 năm 2017                    | -                                                 | -                                                 | 900.000                                           | -                                                 | 1.030.000                                         | [ 25 ]                                            |
| 2                                                 | 7                                                 | 13 tháng 4 - 16 tháng 4 năm 2017                  | -                                                 | 40,6%                                             | 1.260.000                                         | 40,6%                                             | 2.300.000                                         | [ 25 ]                                            |
| 3                                                 | 7                                                 | 20 tháng 4 - 23 tháng 4 năm 2017                  | -                                                 | -40,6%                                            | 740.000                                           | -40,6%                                            | 3.050.000                                         | [ 25 ]                                            |

#### Trung Quốc đại lục
| Doanh thu phòng vé tại thị trường Trung Quốc đại lục (US$) | Doanh thu phòng vé tại thị trường Trung Quốc đại lục (US$) | Doanh thu phòng vé tại thị trường Trung Quốc đại lục (US$) | Doanh thu phòng vé tại thị trường Trung Quốc đại lục (US$) | Doanh thu phòng vé tại thị trường Trung Quốc đại lục (US$) | Doanh thu phòng vé tại thị trường Trung Quốc đại lục (US$) |
| Tuần | Xếp hạng                                                   | Cuối tuần                                                  | Cuối tuần                                                  | Doanh thu tổng cộng                                        | Nguồn                                                      |
| Tuần | Xếp hạng                                                   | 3 ngày cuối tuần                                           | Doanh thu                                                  | Doanh thu tổng cộng                                        | Nguồn                                                      |
| --- | ---------------------------------------------------------- | ---------------------------------------------------------- | ---------------------------------------------------------- | ---------------------------------------------------------- | ---------------------------------------------------------- |
| 1 | 3                                                          | 8 tháng 9 - 10 tháng 9 năm 2017                            | 5.046.070                                                  | 5.046.070                                                  | [ 50 ]                                                     |
| 2 | 14                                                         | 15 tháng 9 - 17 tháng 9 năm 2017                           | 256.402                                                    | 6.585.111                                                  | [ 51 ]                                                     |
| 3 | 23                                                         | 22 tháng 9 - 24 tháng 9 năm 2017                           | 62.639                                                     | 6.683.237                                                  | [ 52 ]                                                     |
| 4 | 30                                                         | 29 tháng 9 - 1 tháng 10 năm 2017                           | 9.364                                                      | 6.647.171                                                  | [ 53 ]                                                     |
| 5 | 25                                                         | 6 tháng 10 - 8 tháng 10 năm 2017                           | 7.546                                                      | 6.686.328                                                  | [ 54 ]                                                     |
| Trong ba ngày công chiếu đầu tiên tại Trung Quốc đại lục, Dáng hình thanh âm thu về 33 triệu nhân dân tệ (khoảng 5,3 tỷ yên), xếp thứ ba về doanh thu phòng vé trong tuần đầu tiên, chỉ đứng sau Người Nhện: Trở về nhà và Cuộc di tản Dunkirk. Doanh thu tổng cộng tại thị Trung Quốc đại lục đạt tổng cộng 43,4 triệu nhân dân tệ. |                                                            |                                                            |                                                            |                                                            |                                                            |

#### Đông Nam Á
Tại Singapore, bộ phim chiếm vị trí thứ bốn trên bảng xếp hạng phòng vé ngay trong tuần đầu khởi chiếu, tụt xuống thứ sáu vào tuần thứ hai và xếp thứ mười sau ba tuần công chiếu. Tại Malaysia, doanh thu bộ phim xếp thứ tám sau tuần đầu ra mắt. Tại Thái Lan, bộ phim bắt đầu phát hành vào ngày 23 tháng 3 năm 2017 và nhanh chóng xếp vị trí thứ 5 trên bảng xếp hạng phòng vé trong tuần công chiếu đầu tiên, xuống hạng 8 vào tuần tiếp theo với doanh thu phòng vé tổng cộng 250.342 US$.

### Ngoài châu Á
Tại Vương quốc Liên hiệp Anh và Bắc Ireland, bộ phim được công chiếu tại 262 rạp từ ngày 15 tháng 3 năm 2017 và thu về 110.552 US$ trong tuần đầu tiên, đứng thứ 15 về doanh thu phòng vé. Trong ba ngày công chiếu đầu tiên tại Tây ban Nha, bộ phim thu về 92.563 euro với 14.349 lượt xem tại 136 phòng vé, xếp thứ 14 trên bảng xếp hạng doanh thu phòng vé tại quốc gia này, thu hút hơn 70.000 lượt xem. Trong ngày công chiếu đầu tiên ở Ý, Dáng hình thanh âm nhanh chóng xếp thứ hai về doanh thu phòng vé với 157.328 euro tại 171 rạp cùng 14.627 lượt xem. Ngày công chiếu thứ hai tại Ý, bộ phim thu hút 19.696 lượt xem tại 175 rạp với 178.559 euro, xếp hạng ba về doanh thu phòng vé sau Chú hề ma quái và Thor: Tận thế Ragnarok; doanh thu tổng cộng sau hai ngày công chiếu đạt 336.835 euro. Tại New Zealand, kể từ ngày 13 tháng 4 năm 2017 đến 16 tháng 4 năm 2017, bộ phim xếp hạng 9 sau bốn ngày đầu tiên công chiếu giới hạn tại 10 rạp với doanh thu phòng vé là 45.818 US$. Bộ phim xếp hạng 13 vào tuần công chiếu thứ hai, xuống hạng 36 vào tuần công chiếu thứ ba, tụt xuống hạng 45 vào tuần công chiếu thứ bốn với doanh thu phòng vé tổng cộng 66.975 US$. Tại Úc, bộ phim xếp hạng 12 trong tuần đầu ra mắt ở 39 rạp chiếu và hạng 17 trong tuần công chiếu thứ hai, hạng 28 vào tuần công chiếu thứ ba, hạng 41 vào tuần công chiếu thứ bốn. Tính đến ngày 12 tháng 5 năm 2017, doanh thu phòng vé của phim tại Úc thu về tổng cộng 428.825 US$.
Trong tuần đầu tiên sau khi công chiếu tại México vào ngày 5 tháng 5 năm 2017, Dáng hình thanh âm đứng thứ 5 trong bảng xếp hạng doanh thu phòng vé tuần và thu về 260.164 US$ tiền bán vé. Trong tuần công chiếu thứ hai, bộ phim xếp hạng 7 về doanh thu phòng vé; thu về tổng cộng 505.756 US$ tại México. Dáng hình thanh âm là phim anime điện ảnh thứ bốn được Cinépolis phân phối tại México lọt xếp hạng trong nhóm 10 phim dẫn đầu doanh thu phòng vé (ba phim trước là Naruto: Trận chiến cuối cùng, Boruto: Naruto the Movie và Sword Art Online: Ranh giới hư ảo). Tại Bolivia, bộ phim chính thức công chiếu từ ngày 8 tháng 6 năm 2017 và thu về 3.701 US$, xếp hạng mười về doanh thu phòng vé sau tuần đầu ra mắt. Phim công chiếu tại Paraguay từ ngày 9 tháng 6 năm 2017 và nhanh chóng chiếm vị trí thứ 8 với 2.803 US$ trong tuần đầu tiên trên bảng xếp hạng của quốc gia này. Được Cinemark phân phối ở Argentina, bộ phim xếp hạng 8 về doanh thu phòng vé với 21 rạp trong tuần công chiếu đầu tiên; xếp hạng 21 vào tuần thứ hai, hạng 28 vào tuần công chiếu thứ ba và thu về tổng cộng 66.847 US$.

## Chiếu trên truyền hình
| Philippines         | Kênh phim TAG thuộc ABS-CBN thông báo sẽ phát sóng bộ phim Dáng hình thanh âm trên kênh này trong năm 2017. Asianovela Channel thuộc ABS-CBN chính thức phát sóng phim vào buổi sáng và buổi tối ngày 25 tháng 8 năm 2018. |                     |                                         |                                           |
| Nhật Bản            | Một chương trình với tên gọi "số đặc biệt kỷ niệm phát hành 'Dáng hình thanh âm' ~ Đến khi "Dáng hình thanh âm" được thực hiện" được phát sóng trên toàn Nhật Bản ngày 16 tháng 9 năm 2016 (trước ngày công chiếu rạp một ngày), sau đó chương trình đặc biệt này được đăng lại trên YouTube vào ngày 22 tháng 9 cùng năm. \| Khu vực \| Đài truyền hình \| Ngày \| Thời gian \| Mạng truyền hình \| \| ------------------- \| ------------------------------ \| ------------------- \| --------------------------------------- \| ----------------------------------------- \| \| Shizuoka \| TV Shizuoka \| 16 tháng 9 năm 2016 \| thứ sáu, 2:15 - 2:45 (nửa đêm thứ năm) \| Fuji Network System \| \| Tokyo \| Tokyo MX \| 16 tháng 9 năm 2016 \| thứ sáu, 20:29 - 20:55 \| Hiệp hội Đài truyền hình độc lập Nhật Bản \| \| Tokyo \| Tokyo MX \| 23 tháng 9 năm 2016 \| thứ sáu, 19:30 - 20:00 \| Hiệp hội Đài truyền hình độc lập Nhật Bản \| \| Khu vực rộng Chūkyō \| Nagoya Broadcasting Network \| 17 tháng 9 năm 2016 \| thứ bảy, 1:54 - 2:24 (nửa đêm thứ sáu) \| All-Nippon News Network \| \| Khu vực rộng Kinki \| Asahi Television Broadcasting \| 18 tháng 9 năm 2016 \| chủ nhật, 2:25 - 2:55 (nửa đêm thứ bảy) \| All-Nippon News Network \| \| Hokkaidō \| Television Hokkaido \| 18 tháng 9 năm 2016 \| chủ nhật, 3:05 - 3:35 (nửa đêm thứ bảy) \| TX Network \| \| Okayama - Kagawa \| Nishinippon Broadcasting \| 19 tháng 9 năm 2016 \| thứ hai, 2:25 - 2:55 (nửa đêm chủ nhật) \| Nippon Television Network System \| \| Miyagi \| Miyagi Television Broadcasting \| 20 tháng 9 năm 2016 \| thứ ba, 2:59 - 3:29 (nửa đêm thứ hai) \| Nippon Television Network System \| \| Hiroshima \| Hiroshima Television \| 22 tháng 9 năm 2016 \| thứ năm, 1:59 - 2:29 (nửa đêm thứ tư) \| Nippon Television Network System \| Dáng hình thanh âm được phát sóng lần đầu tiên trên kênh truyền hình WOWOW vào ngày 9 tháng 3 năm 2018, chiếu lại vào ngày 13 tháng 3 cùng năm. Dáng hình thanh âm lần đầu tiên được phát sóng trên truyền hình mặt đất ở kênh NHK giáo dục truyền hình chiếu vào ngày 25 tháng 8 năm 2018, chiếu lại vào ngày 2 tháng 9 cùng năm. Phim được phát sóng trên Animax ngày 28 tháng 12 năm 2018, BS11 phát sóng lần đầu vào ngày 31 tháng 12 cùng năm. |                     |                                         |                                           |
| Hàn Quốc            | Ngày 5 tháng 5 năm 2018 tại Hàn Quốc, phim được chiếu trên kênh truyền hình cáp Orion Cinema Network nhân ngày trẻ em tại quốc gia này. Sau khi được chiếu trên truyền hình, các truy vấn tìm kiếm bộ phim và sự quan tâm diễn viên lồng tiếng Yūki Aoi tăng lên tại Hàn Quốc. Kênh truyền hình CGV Hàn Quốc đã chiếu lại bộ phim vào ngày 7 tháng 6 năm 2018 và ngày 4 tháng 5 năm 2019. |                     |                                         |                                           |
| Hoa Kỳ              | Dáng hình thanh âm được cấp phép phát hành trực tuyến trên dịch vụ truyền hình Netflix. |                     |                                         |                                           |
| Tây Ban Nha         | Bắt đầu từ ngày 16 tháng 7 năm 2018, bộ phim chính thức được phát hành trực tuyến trên dịch vụ Filmin bằng tiếng Tây Ban Nha. |                     |                                         |                                           |
| Đức                 | Kênh truyền hình ProSieben Maxx phát sóng bộ phim vào ngày 26 tháng 12 năm 2019 nhân dịp lễ Giáng sinh tại Đức. |                     |                                         |                                           |
| Khu vực             | Đài truyền hình | Ngày                | Thời gian                               | Mạng truyền hình                          |
| Shizuoka            | TV Shizuoka | 16 tháng 9 năm 2016 | thứ sáu, 2:15 - 2:45 (nửa đêm thứ năm)  | Fuji Network System                       |
| Tokyo               | Tokyo MX | 16 tháng 9 năm 2016 | thứ sáu, 20:29 - 20:55                  | Hiệp hội Đài truyền hình độc lập Nhật Bản |
| Tokyo               | Tokyo MX | 23 tháng 9 năm 2016 | thứ sáu, 19:30 - 20:00                  | Hiệp hội Đài truyền hình độc lập Nhật Bản |
| Khu vực rộng Chūkyō | Nagoya Broadcasting Network | 17 tháng 9 năm 2016 | thứ bảy, 1:54 - 2:24 (nửa đêm thứ sáu)  | All-Nippon News Network                   |
| Khu vực rộng Kinki  | Asahi Television Broadcasting | 18 tháng 9 năm 2016 | chủ nhật, 2:25 - 2:55 (nửa đêm thứ bảy) | All-Nippon News Network                   |
| Hokkaidō            | Television Hokkaido | 18 tháng 9 năm 2016 | chủ nhật, 3:05 - 3:35 (nửa đêm thứ bảy) | TX Network                                |
| Okayama - Kagawa    | Nishinippon Broadcasting | 19 tháng 9 năm 2016 | thứ hai, 2:25 - 2:55 (nửa đêm chủ nhật) | Nippon Television Network System          |
| Miyagi              | Miyagi Television Broadcasting | 20 tháng 9 năm 2016 | thứ ba, 2:59 - 3:29 (nửa đêm thứ hai)   | Nippon Television Network System          |
| Hiroshima           | Hiroshima Television | 22 tháng 9 năm 2016 | thứ năm, 1:59 - 2:29 (nửa đêm thứ tư)   | Nippon Television Network System          |